# Czyn Chłopsko-Robotniczy
Czyn Chłopsko-Robotniczy – konspiracyjna organizacja komunistów i radykalnych ludowców w powiecie rzeszowskim, utworzona w kwietniu 1940 r. Współpracowała z Rewolucyjnymi Radami Robotniczo-Chłopskimi, jednak w odróżnieniu od RRRCh nie utożsamiała się z polityką Kominternu. Rozbita przez gestapo w marcu 1941.  Czołowi działacze Stanisław Szybisty, Teofil Witek, Józef Bielenda. Wydawała pismo „Czyn Chłopsko-Robotniczy”.

## Literatura
- Kazimierz Przybysz: Wizje Polski. Programy polityczne lat wojny i okupacji 1939–1944. Warszawa: 1992, s. 414.